# Sam Spade

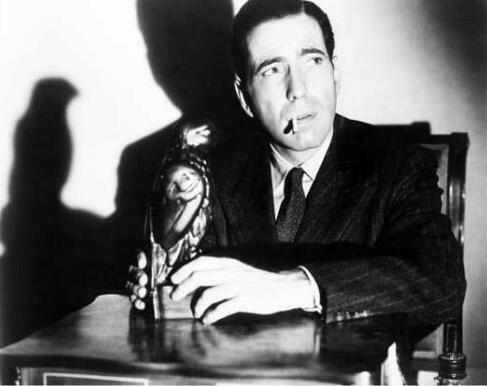
Humphrey Bogart jako Sam Spade w filmowej ekranizacji z 1941

Sam Spade – prywatny detektyw, postać literacka stworzona przez Dashiella Hammetta. Główny bohater jego powieści kryminalnej Sokół maltański (1930) i trzech opowiadań. W adaptacji filmowej powieści z 1941 detektywa grał Humphrey Bogart.